# Lastkaj 14
Lastkaj 14 ist eine Punk-Band aus Schweden. Ihr Stil ist eine Mischung aus schwedischem Trallpunk, Melodic Hardcore und schnellem Punkrock.

## Geschichte
Gegründet wurde die Band 2003 von Stryparn und Dr. Dille. Kapten Grå stieß 2012 und Bulten 2015 dazu. Diese vier bilden die aktuelle Besetzung.
Insgesamt hat die Band fünf Alben, drei EPs und diverse Singles veröffentlicht. 
Lastkaj 14 hat in den Jahren 2018 und 2019 auch mehrere Konzerte in Deutschland gegeben.

## Diskografie

### Alben
- 2010: I brist på annat (Bells On Records)
- 2011: Som en dålig film (Bells On Records)
- 2014: Skål för ingenting (mit Songs von Laarhöne und von Lastkaj 14) (Bells On Records)
- 2015: Stormar (Bells On Records)
- 2017: Becksvart (Second Class Kids Records)
- 2020: Speglar och Rök (Second Class Kids Records)
- 2024: Djävulskorset (Second Class Kids Records)

### EPs und Singles
- 2004: På andra sidan horisonten (Second Class Kids Records)
- 2015: Längst upp på bottens topp (Second Class Kids Records)
- 2017: Spelevinken (Second Class Kids Records)
- 2018: För Sverige (Second Class Kids Records)